# Джиро ди Тоскана 2024
96-й выпуск Джиро ди Тоскана — шоссейной однодневной велогонки по дорогам итальянской провинции Ареццо. Гонка прошла 11 сентября 2024 года в рамках Европейского тура UCI 2024. Победу одержал французский велогонщик Клеман Шампуссен.

## Участники
В гонке приняло участие 23 команды.
| UCI WorldTeams (8)- Arkéa-B&B Hotels - UAE Team Emirates - Astana Qazaqstan Team - Cofidis - EF Education-EasyPost - Movistar Team - Red Bull-Bora-Hansgrohe - Team Jayco AlUla UCI ProTeams (11)- Bingoal WB - Burgos-BH - Caja Rural-Seguros RGA - Corratec-Vini Fantini - Equipo Kern Pharma - Q36.5 Pro Cycling Team - Polti Kometa - TDT-Unibet - TotalEnergies - Tudor Pro Cycling Team - VF Group-Bardiani CSF-Faizané UCI Continental Teams (4)- MG.K Vis Colors For Peace - Work Service-Vitalcare-Dynatek - Team Technipes #inEmiliaRomagna - Petrolike |
| |

## Маршрут
Участники гонки на 182,7 км преодолели несколько петель недалеко от Пизы, а в 70 км от финиша пелотон вошёл в финальную фазу, характеризующуюся двойным подъемом на гору Серра. 

## Ход гонки
Сразу после первого пересечения финишной черты одиннадцать гонщиков контратаковали и возглавили гонку: Сьерд Бакс и Диего Улисси из UAE Team Emirates, Жан-Лу Файоль из Arkéa-B&B Hotels, Бенджамин Томас из Cofidis, Эстебан Чавес из EF Education-Easypost, Эмануэль Бухманн из Red Bull-BORA, Хосе Мануэль Диас из Burgos BH, Юленс Арриола-Бенгоа из Caja Rural-Seguros, Вальтер Кальцони и Давид Де Ла Крус из Q36.5 Pro Cycling, а также Чарльз Пейдж из TdT Unibet. К ним пытались присоединиться Филиппо Конка из Q36.5 Pro Cycling и Робин Донзе из Tudor Pro Cycling. Основная группа удерживала отрыв перед вторым восхождением на Монте-Серра, прибыв к подножию примерно на пятьдесят секунд позже лидеров. Затем в атаку бросились Клеман Шампуссен из Arkéa-B&B Hotels и Майкл Сторер из Tudor, сразу же вырвавшись вперед на двадцать секунд. Их начали преследовать, но времени для погони было мало. Группа, которая в первых километрах, казалось, могла настигнуть Шампуссена и Сторера, отстала на сорок секунд. В основной группе с минутным отставанием шла Astana Qazaqstan Team. Дуэт лидеров вышел на последний километр, где Клеман Шампуссен начал спринт, чтобы победить Майкла Сторера, обогнав его на полвелосипеда на финише. Тройку победителей замыкал Жордан Жегат.

## Результаты
| \| Генеральная классификация \| Генеральная классификация \| Генеральная классификация \| Генеральная классификация \| Генеральная классификация \| \| Гонщик \| Гонщик \| Команда \| Время \| \| \| ------------------------- \| ------------------------- \| ----------------------------- \| ------------------------- \| ------------------------- \| \| 1-й \| Клеман Шампуссен \| Arkéa-B&B Hotels \| 4ч 32' 40 \| \| \| 2-й \| Майкл Сторер \| Tudor Pro Cycling Team \| + 0 \| \| \| 3-й \| Jordan Jegat \| TotalEnergies \| + 17 \| \| \| 4-й \| Марко Бреннер \| Tudor Pro Cycling Team \| + 17 \| \| \| 5-й \| Бен Цвихофф \| Red Bull-Bora-Hansgrohe \| + 17 \| \| \| 6-й \| Доменико Поццовиво \| VF Group-Bardiani CSF-Faizanè \| + 17 \| \| \| 7-й \| Хавьер Ромо \| Movistar Team \| + 26 \| \| \| 8-й \| Диего Улисси \| UAE Team Emirates \| + 26 \| \| \| 9-й \| Бен Херманс \| Cofidis \| + 30 \| \| \| 10-й \| Флорис Де Тир \| Bingoal WB \| + 30 \| \| |                    |                               |           |
| |                    |                               |           |
| Источник: ProCyclingStats |                    |                               |           |
| Генеральная классификация |                    |                               |           |
| Гонщик | Гонщик             | Команда                       | Время     |
| 1-й | Клеман Шампуссен   | Arkéa-B&B Hotels              | 4ч 32' 40 |
| 2-й | Майкл Сторер       | Tudor Pro Cycling Team        | + 0       |
| 3-й | Jordan Jegat       | TotalEnergies                 | + 17      |
| 4-й | Марко Бреннер      | Tudor Pro Cycling Team        | + 17      |
| 5-й | Бен Цвихофф        | Red Bull-Bora-Hansgrohe       | + 17      |
| 6-й | Доменико Поццовиво | VF Group-Bardiani CSF-Faizanè | + 17      |
| 7-й | Хавьер Ромо        | Movistar Team                 | + 26      |
| 8-й | Диего Улисси       | UAE Team Emirates             | + 26      |
| 9-й | Бен Херманс        | Cofidis                       | + 30      |
| 10-й | Флорис Де Тир      | Bingoal WB                    | + 30      |